# Félix Porteiro
Félix Porteiro Pérez (Castellón de la Plana, España; 26 de agosto de 1983) es un piloto de automovilismo español. Actualmente dirige junto a su hermano, el también expiloto Santiago Porteiro, la escudería especializada en tests Porteiro Motorsport.

## Trayectoria

### Karting
Félix inicia su trayectoria, al igual que su hermano mayor Santiago Porteiro, a mediados de los noventa en el karting regional, en todo momento apoyados por su padre. En 1995 y 1996 se proclama campeón de Cataluña de karting en Categoría Cadete, ese primer año es homenajeado por el Ayuntamiento de Castellón de la Plana dentro de sus actos para premiar al deporte base local. En 1997 se proclama subcampeón de España Júnior y al año siguiente es decimoquinto del campeonato de Europa.
En 1998 no obtiene resultados destacables en los campeonatos sénior, pero en 1999 consigue ser cuarto en el Campeonato de España, para lograr proclamarse al año siguiente campeón absoluto. Además en ese año 2000 también se proclamó subcampeón de España del trofeo ICA, ganó el Trofeo París-Bercy junto a sus compañeros Franck Lagorce y Clivio Piccione.

### Fórmulas
En 1999 Félix había debutado con los monoplazas en la Fórmula Toyota Castrol sin grandes resultados aunque pilotando usualmente en mitad de la parilla. Subió a la Fórmula Super Toyota el año siguiente y repitió los mismos resultados, quedando séptimo en la general. En 2001 ingresa en el programa de la Escuela Lois del Circuit Ricardo Tormo en la nueva Fórmula 3 Española, en el considerado como segundo mejor equipo de la temporada, no decepciona y queda cuarto en el campeonato, con una victoria en el Autódromo de Estoril, tres podios más y dos poles.
En 2002 da un pequeño paso internacional subiendo a la World Series by Nissan con la escudería italiana Vergani Racing, sin conseguir tan buenos resultados como su compañero de equipo André Couto (4 podios respecto a ninguno), Porteiro se bajaría del coche para las dos rondas finales brasileñas, donde fue sustituido por Milka Duno. La temporada siguiente disputó todas las carreras con la escudería belga KTR, que había quedado tercera en la clasificación de escuderías en 2002, pero que decepcionó en 2003 ya que los dos coches del equipo no mostraron un gran rendimiento, pudiendo el español solamente lograr un podio en su circuito de casa. Terminó decimocuarto, una posición por detrás de su compañero Paul Edwards. 
Para 2004 siguió en la misma competición, como novedad empezaría la temporada en la antecesora de Porteiro Motorsport: Porfesa Competición, una escudería fundada por su padre dos años antes. Con ella y con Roldán Rodríguez como compañero llegaría a lograr un podio antes de que la escudería tuviese que retirarse de la temporada tras la sexta ronda, debido a problemas económicos causados por la marcha del vallisoletano a la Fórmula 3 Española. Afortunadamente encontró asiento rápidamente en Epsilon Euskadi, ocupando el asiento que habían dejado Julien Vidot y Ander Vilariño. Con ellos consiguió su primera pole y su primera victoria en esa competición, terminando octavo en la general. Seguiría con la escudería vasca tras la re-conversión de la competición a las World Series by Renault, continuando con su progresión gracias a toda la experiencia anterior adquirida, realizaría en 2005 su mejor temporada logrando dos victorias y cuatro poles, tres de ellas en las 3 últimas carreras. Quedó quinto clasificado con 77 puntos, aunque eso supo a poco debido a unos muy malos resultados a mitad de temporada y a que su compañero de equipo Robert Kubica se había proclamado campeón de la categoría con 154 puntos.
Tuvo la oportunidad de ascender a la antesala de la Fórmula 1, gracias a Campos Racing, formando pareja con el también valenciano Adrián Vallés en la temporada 2006 de GP2 Series, por desgracia para ellos el rendimiento de la escudería durante la temporada fue muy pobre y apenas pudieron conseguir buenos resultados. Eso sí, cabe destacar que en el circuito de Silverstone, Félix terminó como segundo clasificado, pero en las verificaciones técnicas realizadas en parque cerrado descubrieron que la posición de la cremallera de dirección estaba colocada al revés, por lo que fue descalificado. Finalizó vigesimosegundo la temporada, justo por delante del tercer valenciano del campeonato, Sergio Hernández quien compartiría parrillas con él en los siguientes años del WTCC.

### Turismos

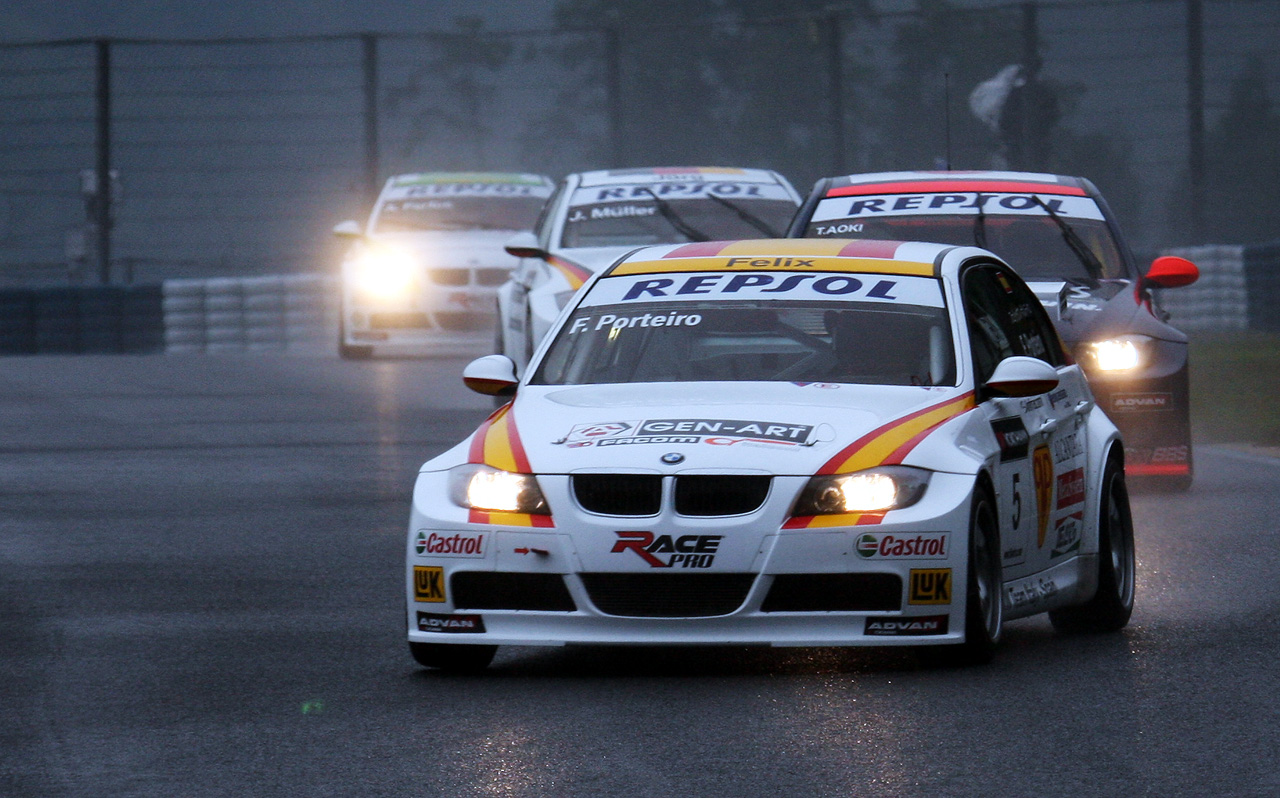
Porteiro con su BMW Hispano-Italiano en 2008

Tras finalizar la temporada de GP2, se le presenta la oportunidad de cambiar totalmente de disciplina, al ser elegido por el programa de turismos de BMW Motorsport del BMW Team Italy-Spain para ser el sustituto de Marcel Costa. Debuta en octubre de ese año disputando las dos carreras del ETCC 2006, consiguiendo un podio en la primera carrera pero abandonando en la segunda. Iniciaría en 2007 su estancia de dos temporadas en el programa, destacando el excelente fin de semana en Brno con una victoria y un podio; y una buena cadena de resultados a mitad de la temporada siguiente. En ambas temporadas fue compañero de Alex Zanardi y aunque fue mejor que él, BMW decidió reemplazarle por quien había ganado el campeonato de independientes ese 2008, Sergio Hernández.
Sin equipo oficial, siguió con el mismo coche de la temporada anterior, un BMW 320si, pero ahora con la escudería ProTeam Motorsport como piloto independiente. Por solamente 13 puntos, quedó subcampeón por detrás de Tom Coronel en el trofeo de independientes y fue decimoquinto en la general.

### Retorno vetado
Tras hacer de coach para el equipo 99 Racing, éste lo contrató para pilotar en las Asian Le Mans Series de 2023 con un Oreca LMP2, siendo sus compañeros Ben Barnicoat (que fue sustituido por Neel Jani) y el expiloto ruso de Fórmula 1 Nikita Mazepin. Porteiro ostentaba la calificación de piloto bronce del equipo, pero tuvo que renunciar al asiento después de que fuera reclasificado retroactivamente como plata poco antes del evento, dando al traste con su vuelta a la competición 10 años después.

## Resumen de carrera
| Temporada | Series                                 | Escudería                             | Carreras | Victorias | Poles | VR | Podios | Puntos | Pos. |
| --------- | -------------------------------------- | ------------------------------------- | -------- | --------- | ----- | -- | ------ | ------ | ---- |
| 1999      | Fórmula Toyota Castrol 1300            | Automóvil Club Castellón              | ?        | 0         | ?     | ?  | 0      | 21     | 9.º  |
| 2000      | Fórmula SuperToyota                    | TCR Motorsport                        | 10       | 0         | 0     | 0  | 0      | 75     | 8.º  |
| 2001      | Campeonato de España de F3             | Escuela Lois Circuit                  | 12       | 1         | 2     | 0  | 5      | 131    | 4.º  |
| 2002      | Fórmula Nissan V6                      | Vergani Racing                        | 14       | 0         | 0     | 0  | 0      | 12     | 19.º |
| 2003      | World Series V6                        | KTR                                   | 17       | 0         | 0     | 0  | 1      | 26     | 14.º |
| 2004      | World Series V6                        | Porfesa Competición / Epsilon Euskadi | 16       | 1         | 1     | 0  | 3      | 69     | 7.º  |
| 2005      | Fórmula Renault 3.5 Series             | Epsilon Euskadi                       | 17       | 2         | 4     | 2  | 3      | 77     | 5.º  |
| 2006      | GP2 Series                             | Campos Racing                         | 21       | 0         | 0     | 0  | 0      | 5      | 22.º |
| 2006      | Campeonato Europeo de Turismos         | BMW Team Italy-Spain                  | 2        | 0         | 0     | 0  | 1      | 6      | 5.º  |
| 2007      | Campeonato Mundial de Turismos         | BMW Team Italy-Spain                  | 22       | 1         | 1     | 0  | 3      | 32     | 12.º |
| 2008      | Campeonato Mundial de Turismos         | BMW Team Italy-Spain                  | 23       | 1         | 0     | 1  | 4      | 51     | 10.º |
| 2009      | Campeonato Mundial de Turismos         | Scuderia Proteam Motorsport           | 24       | 0         | 0     | 0  | 0      | 10     | 15.º |
| 2009      | MINI Challenge España                  | Moncloa Motor Team                    | 2        | 0         | 0     | 0  | 1      | 30     | 19.º |
| 2012      | Campeonato de España IberGT - GT Light | Porteiro Motorsport                   | 2        | 0         | ?     | ?  | 2      | 14     | 5.º  |
| 2012      | Endurance Trophy IberGT                | Porteiro Motorsport                   | 2        | 0         | ?     | ?  | 1      | 18     | 11.º |
| Fuente:   |                                        |                                       |          |           |       |    |        |        |      |

## Resultados

### GP2 Series
(Clave) (negrita indica pole position) (cursiva indica vuelta rápida puntuable)

| Año  | Escudería     | 1   | 1   | 2   | 2   | 3   | 3   | 4   | 4   | 5   | 5   | 6   | 6   | 7   | 7   | 8   | 8   | 9   | 9   | 10  | 10  | 11  | 11  | Pos. | Puntos | Ref.   |
| ---- | ------------- | --- | --- | --- | --- | --- | --- | --- | --- | --- | --- | --- | --- | --- | --- | --- | --- | --- | --- | --- | --- | --- | --- | ---- | ------ | ------ |
| 2006 | Campos Racing | VAL | VAL | IMO | IMO | NÜR | NÜR | BAR | BAR | MON | MON | SIL | SIL | MAG | MAG | HOC | HOC | BUD | BUD | EST | EST | MNZ | MNZ | 22.º | 5      | [ 24 ] |
| 2006 | Campos Racing | Ret | Ret | 10  | 6   | 16  | Ret | 17  | Ret | 6   | 6   | 8   | DSQ | 18  | 10  | 12  | 18  | Ret | 12  | 19† | Ret | Ret | NC  | 22.º | 5      | [ 24 ] |